# Marani (Ala)
Marani è una località di Ala, paese del basso Trentino che si trova a qualche chilometro dal confine col Veneto; è un paese di campagna, caratterizzato soprattutto da villette e case di antica costruzione, poi ristrutturate. Nel contesto della prima guerra mondiale Marani era stata seconda linea di difesa per il Regio Esercito che aveva costruito un sistema di trinceramento del quale rimangono tuttora i resti sul territorio.

## La zona e le contrade
Sopra Marani si trova passo Buole, celebre zona in cui si verificarono numerosi scontri armati tra i due opposti schieramenti (il passaggio viene anche chiamato “le Termopili d'Italia”). Numerose sono le campagne di vigne e di kiwi che occupano gran parte della zona.
Questa località si divide in cinque contrade
- Borgo General Cantore
- Soini
- Prati
- Cumer
- Cumerlotti

Localmente si è soliti distinguere in Marani primi, secondi e terzi. La località, sebbene ospiti un esiguo numero di famiglie, occupa un'area abbastanza vasta, in cui non si riconosce un unico e compatto nucleo edilizio ma gruppi di case, riuniti appunto nelle contrade. Marani secondi e Marani terzi sono posti parallelamente e  tra le due zone intercorre il torrente S.Valentino, piccolo corso d'acqua (dal grande letto) secco per tutto l'anno ad eccezione delle sporadiche volte in cui piove in grande quantità. Allora l'alveo abbonda d'acqua piovana che rende impraticabile il passaggio tra Marani secondi e terzi. Non vi è infatti nessun ponte che collega le due parti dei Marani,a questo scopo è impiegata una semplice strada romana.
Luogo molto frequentato, quasi esclusivamente d'estate però, è Prabubolo, zona che si trova sopra il santuario di S.Valentino il cui progetto del coro e realizzazione del tabernacolo sono opera di Francesco Marchesini, adibito ad ospedale militare durante la prima guerra mondiale ; qui si trova una grande abitazione affittabile, dove da anni  si tengono i campeggi estivi.
Il santuario di cui si è sopra citato è il santuario dedicato a San Valentino;questo si trova su una piana che va a coronare una montagna rocciosa (sulla cui parete è possibile scalare) che grazie  alla sua posizione predominante offre un'ampia visuale sulla Vallagarina.

## I capitelli
Elementi artistici e religiosi di rilievo sono i capitelli dei Marani, che grazie al lavoro di numerosi volontari fanno ora sfoggio della loro antica bellezza. I sei capitelli e le quattro edicole si trovano nei principali nodi dell'organizzazione viaria o in nicchie poste a fronte delle abitazioni. Nei pressi dei gruppi abitati la figura maggiormente rappresentata è la Madonna con Gesù Bambino. I dipinti dei Santi protettori degli animali domestici si trovano invece ai crocicchi, lungo le strade ma non nelle vicinanze delle contrade. L'immagine di San Valentino è un altro simbolo religioso ricorrente, a cui i “maranei” sono storicamente devoti.
Molto difficile è dare una collocazione temporale a questi dipinti che per convenzione vengono distinti in due periodi storici: il primo comprende i capitelli che, ipoteticamente, sono stati realizzati tra il diciassettesimo e diciottesimo secolo; il secondo, che va dalla metà del diciannovesimo secolo fino agli inizi del ventesimo, comprende invece le edicole. Data che però viene considerata come anno d'origine della creazione dei capitelli è il 1663.